# Paragould, Arkansas
Paragould là một thành phố thuộc quận trong tiểu bang Arkansas, Hoa Kỳ. Thành phố có diện tích 80,2 km2, dân số theo ước tính năm 2007 là 24.505 người.